# هاتتوری ماسانوری
هاتتوری ماسانوری (به ژاپنی: 服部 正就 Hattori Masanari)؛ ۱۵۶۵ – ۳ ژوئن ۱۶۱۵) سامورایی، و نینجا و ملازم خاندان توکوگاوا بزرگ‌ترین پسر هاتوری هانزو اهل ژاپن بود.